# Хуан Марен
Хуан Луїс Марен Деліс (ісп. Juan Luis Marén Delís; нар. 20 серпня 1971, Сантьяго-де-Куба) — кубинський борець греко-римського стилю, дворазовий бронзовий призер чемпіонатів світу, десятиразовий переможець Панамериканських чемпіонатів, чотириразовий чемпіон Панамериканських ігор, дворазовий володар та бронзовий призер Кубків світу, дворазовий срібний та бронзовий призер Олімпійських ігор.

## Біографія
Боротьбою почав займатися з 1985 року. Був чемпіоном світу 1988 року серед юніорів та віце-чемпіоном світу 1989 року серед молоді. Виступав за борцівський клуб «Cerro Pelado», Сантьяго-де-Куба.

## Виступи на Олімпіадах
| Змагання                    | Збірна | Вагова категорія | Місце  |
| --------------------------- | ------ | ---------------- | ------ |
| Літні Олімпійські ігри 1992 | Куба   | 62 кг            | Бронза |
| Літні Олімпійські ігри 1996 | Куба   | 62 кг            | Срібло |
| Літні Олімпійські ігри 2000 | Куба   | 63 кг            | Срібло |
| Літні Олімпійські ігри 2004 | Куба   | 66 кг            | 13     |

## Виступи на Чемпіонатах світу
| Змагання                        | Збірна | Вагова категорія | Місце  |
| ------------------------------- | ------ | ---------------- | ------ |
| Чемпіонат світу з боротьби 1991 | Куба   | 62 кг            | Бронза |
| Чемпіонат світу з боротьби 1993 | Куба   | 62 кг            | Бронза |
| Чемпіонат світу з боротьби 1994 | Куба   | 62 кг            | 12     |
| Чемпіонат світу з боротьби 1995 | Куба   | 62 кг            | 10     |
| Чемпіонат світу з боротьби 1997 | Куба   | 63 кг            | 6      |
| Чемпіонат світу з боротьби 1998 | Куба   | 63 кг            | 5      |
| Чемпіонат світу з боротьби 1999 | Куба   | 63 кг            | 24     |
| Чемпіонат світу з боротьби 2001 | Куба   | 63 кг            | 4      |
| Чемпіонат світу з боротьби 2002 | Куба   | 66 кг            | 8      |
| Чемпіонат світу з боротьби 2003 | Куба   | 66 кг            | 14     |

## Виступи на Панамериканських чемпіонатах
| Змагання                                   | Збірна | Вагова категорія | Місце  |
| ------------------------------------------ | ------ | ---------------- | ------ |
| Панамериканський чемпіонат з боротьби 1984 | Куба   | 62 кг            | Золото |
| Панамериканський чемпіонат з боротьби 1991 | Куба   | 62 кг            | Золото |
| Панамериканський чемпіонат з боротьби 1992 | Куба   | 62 кг            | Золото |
| Панамериканський чемпіонат з боротьби 1993 | Куба   | 62 кг            | Золото |
| Панамериканський чемпіонат з боротьби 1994 | Куба   | 62 кг            | Золото |
| Панамериканський чемпіонат з боротьби 1997 | Куба   | 63 кг            | Золото |
| Панамериканський чемпіонат з боротьби 1998 | Куба   | 63 кг            | Золото |
| Панамериканський чемпіонат з боротьби 2000 | Куба   | 63 кг            | Золото |
| Панамериканський чемпіонат з боротьби 2001 | Куба   | 63 кг            | Золото |
| Панамериканський чемпіонат з боротьби 2002 | Куба   | 66 кг            | Золото |

## Виступи на Панамериканських іграх
| Змагання                  | Збірна | Вагова категорія | Місце  |
| ------------------------- | ------ | ---------------- | ------ |
| Панамериканські ігри 1991 | Куба   | 62 кг            | Золото |
| Панамериканські ігри 1995 | Куба   | 62 кг            | Золото |
| Панамериканські ігри 1999 | Куба   | 63 кг            | Золото |
| Панамериканські ігри 2003 | Куба   | 66 кг            | Золото |

## Виступи на Кубках світу
| Змагання                    | Збірна | Вагова категорія | Місце  |
| --------------------------- | ------ | ---------------- | ------ |
| Кубок світу з боротьби 1992 | Куба   | 62 кг            | Золото |
| Кубок світу з боротьби 1995 | Куба   | 62 кг            | Золото |
| Кубок світу з боротьби 1996 | Куба   | 62 кг            | Бронза |

## Виступи на інших змаганнях
| Змагання                                                  | Збірна | Вагова категорія | Місце  |
| --------------------------------------------------------- | ------ | ---------------- | ------ |
| Центральноамериканські і Карибські ігри 1990              | Куба   | 62 кг            | Золото |
| Гран-прі Німеччини з боротьби 1990                        | Куба   | 62 кг            | Бронза |
| Центральноамериканські і Карибські ігри 1990              | Куба   | 62 кг            | Золото |
| Центральноамериканські і Карибські ігри 1993              | Куба   | 62 кг            | Золото |
| Панамериканський Олімпійський кваліфікаційний турнір 1996 | Куба   | 62 кг            | Золото |
| Тестовий турнір FILA 1998                                 | Куба   | 63 кг            | Золото |
| Гран-прі Німеччини з боротьби 2002                        | Куба   | 66 кг            | Срібло |
| Олімпійський кваліфікаційний турнір 2004                  | Куба   | 66 кг            | 9      |
| Олімпійський кваліфікаційний турнір 2004                  | Куба   | 66 кг            | Золото |
| Гран-прі Німеччини з боротьби 2004                        | Куба   | 66 кг            | 4      |